# Avro Lincoln
Avro Type 694, hay được gọi với tên Avro Lincoln, là một loại máy bay ném bom hạng nặng 4 động cơ của Anh, bay lần đầu vào ngày 9 tháng 6 năm 1944. Được phát triển từ Avro Lancaster.

## Biến thể
Lincoln I
Lincoln II
Lincoln III
Lincoln IV
Lincoln Mk 15 (B Mk XV)
Lincoln Mk 30
Lincoln Mk 30A
Lincoln Mk 31
Avro 695 Lincolnian
Lincoln ASR.3.

## Quốc gia sử dụng
Argentina
- Không quân Argentina

 Úc
- Không quân Hoàng gia Australia

 Canada
- Không quân Hoàng gia Canada

 Anh Quốc
- Không quân Hoàng gia

## Tính năng kỹ chiến thuật (Lincoln I)
Dữ liệu lấy từ Aircraft of the Không quân Hoàng gia 1918-57 
Đặc điểm tổng quát
- Kíp lái: 7
- Chiều dài: 78 ft 3½ in (23,86 m)
- Sải cánh: 120 ft (36,58 m)
- Chiều cao: 17 ft 3½ in (5,27 m)
- Diện tích cánh: 1.421 ft² (132,01 m²)
- Trọng lượng rỗng: 43.400 lb (19.686 kg)
- Trọng lượng có tải: 75.000 lb (34.100 kg)
- Trọng lượng cất cánh tối đa: 82.000 lb [2] (37.273 kg)
- Động cơ: 4 × Rolls-Royce Merlin 85, 1.750 hp (1.305 kW)  mỗi chiếc

 Hiệu suất bay 
- Vận tốc cực đại: 319 mph (475 km/h) trên độ cao 18.800 (5.640 m)
- Vận tốc hành trình: 215 mph (346 km/h) trên độ cao 20.000 ft (6.100 m)
- Tầm bay: 2.930 mi (4.720 km)
- Trần bay: 30.500 ft (9.295 m)
- Vận tốc lên cao: 800 ft/phút (245 m/phút)

Trang bị vũ khí

- Súng: 2 × Súng máy M2 Browning.50 in (12,7 mm) ở mũi và đuôi, trên lưng có hai khẩu súng máy.50 in khác hoặc 2 pháo 20 mm Hispano
- Bom: 14.000 lb (6.400 kg)[3] (normal maximum). Exceptionally one 22.000 lb (10.000 kg) DP bomb.[4]